# 파워북 100

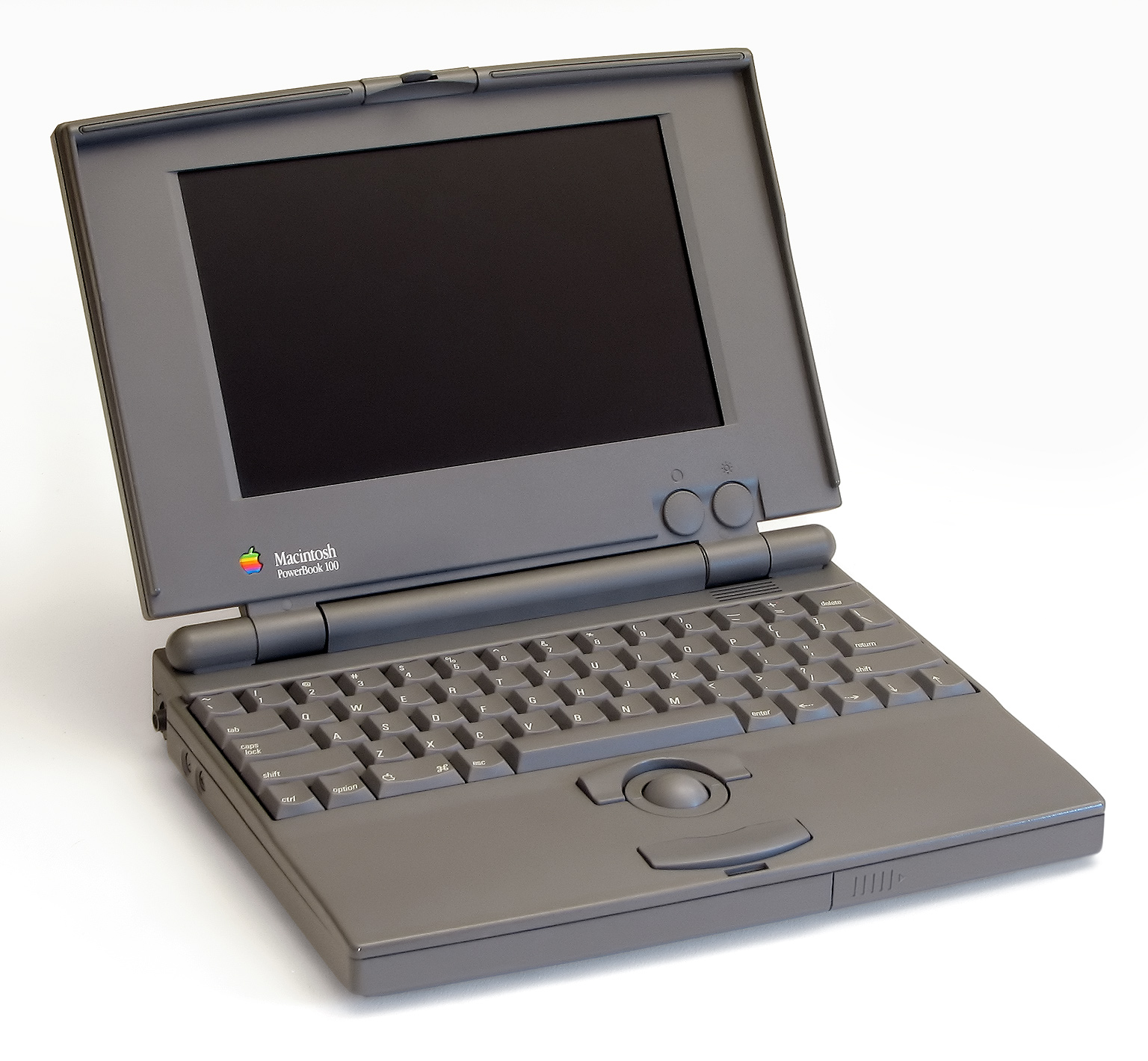

파워북 100(PowerBook 100)은 소니가 애플 컴퓨터용으로 설계 및 제조한 노트북 크기의 노트북 컴퓨터로, 1991년 10월 21일 네바다주 라스베거스에서 열린 컴덱스 컴퓨터 박람회에서 소개되었다. 외장형 플로피 드라이브를 포함하여 가격이 미화 2,500달러인 파워북 100은 동시에 출시된 처음 3개의 파워북 중 저가형 모델이었다. CPU와 전체 속도는 이전 제품인 매킨토시 포터블과 매우 유사했다. 16MHz의 모토로라 68000 프로세서, 2~8MB RAM, 640 × 400 픽셀 해상도의 9인치(23cm) 흑백 백라이트 액정 디스플레이(LCD) 및 시스템 7.0.1 운영 체제를 탑재했다. 플로피 디스크 드라이브가 내장되어 있지 않았으며, 사용하기 쉽도록 트랙볼 포인팅 장치를 키보드 앞에 배치한 독특하고 컴팩트한 디자인으로 유명했다.

## 같이 보기
- 매킨토시 포터블
- CPU 유형별 매킨토시 모델 목록